# UFO Club
L'UFO Club (pronunciato [iuːfəʊ̯]) è stato un locale underground di Londra, che divenne famoso ma ebbe breve vita, dal dicembre 1966 all'ottobre 1967. Fondato dal produttore discografico Joe Boyd e da John Hopkins, offriva esibizioni di artisti della musica underground londinese, soprattutto i Pink Floyd e i Soft Machine, che vi suonarono stabilmente in un periodo in cui erano ancora sconosciuti; vi si esibirono anche artisti già noti come Jeff Beck e i Procol Harum e non era raro che tra gli spettatori si trovassero personaggi come Jimi Hendrix, Paul McCartney o Pete Townshend.

## Storia

### L'apertura
Nel 1966 a Londra venne fondata la rivista di cultura underground International Times; ebbe però presto problemi di bilancio e così uno dei fondatori della rivista, John Hopkins, insieme al produttore discografico Joe Boyd, decise di organizzare alcune esibizioni di artisti di musica underground allo scopo di guadagnare denaro per sostenere la rivista.
I due si misero alla ricerca di una sala adatta a ospitare tali esibizioni, individuandone infine una nel centro di Londra, in un seminterrato al n°31 di Tottenham Court Road, al di sotto di un cinema, il Gala Berkeley. Era una sala da ballo non molto grande, chiamata Blarney Club, dove si tenevano soprattutto serate di musica irlandese. Il proprietario, un anziano scozzese, accettò di affittarla, vennero così organizzate due serate di musica psichedelica, il 23 e il 30 dicembre 1966, pubblicizzate come UFO presents Night Tripper, in cui suonarono i Pink Floyd e i Soft Machine, che all'epoca erano ancora esordienti e non avevano ancora pubblicato nulla. Il locale contribuì molto a renderli noti al pubblico londinese. Le due serate ebbero un buon riscontro di pubblico e così si decise di continuare, organizzando esibizioni ogni venerdì sera e ribattezzando il locale UFO Club, nome scelto perché, oltre a significare oggetto volante non identificato, era l'acronimo anche di Underground Freak Out ("sballo underground"). Nelle altre sere della settimana invece il locale continuò la sua normale programmazione di musica irlandese.

### Il locale

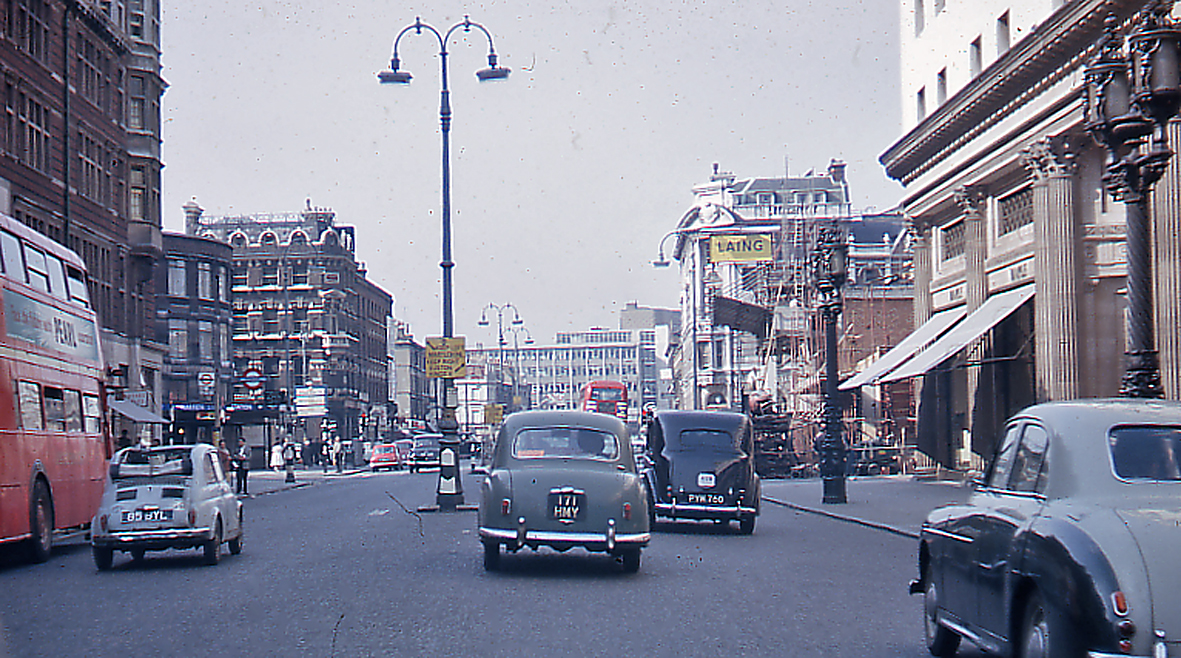
Tottenham Court Road nel 1962

Le esibizioni cominciavano verso le ore 22:30 (prima non era possibile fare rumore a causa del cinema situato al piano di sopra) e andavano avanti fino all'alba. Tali spettacoli combinavano musica underground dal vivo con light show, danzatori e proiezioni di immagini e filmati di avanguardia. I Pink Floyd, gruppo di punta del locale, eseguivano spesso lunghi pezzi in gran parte strumentali di musica psichedelica basati soprattutto sull'improvvisazione. Oltre a loro, suonavano anche i Soft Machine e altri musicisti, attratti dalla reputazione che il locale si era fatta in breve tempo; tra questi Alexis Korner, The Incredible String Band, Arthur Brown, i Tomorrow, la Bonzo Dog Doo-Dah Band e i Procol Harum, che vi suonarono mentre la loro canzone, A Whiter Shade of Pale, era seconda in classifica. I filmati che venivano proiettati erano a volte di artisti assai noti come Dalí e Buñuel.
Venivano inoltre ospitati artisti d'avanguardia come Yoko Ono (non ancora diventata compagna di John Lennon) e vi si tenevano attività quali conferenze e letture di poesie. La domenica pomeriggio il palco era a disposizione di gruppi esordienti dell'underground londinese per esibirsi. Non si vendevano alcolici, ma succhi di frutta e cibo macrobiotico, che includeva crocchette di riso integrale, foglie riempite di ingredienti vegetariani e felafel.
Michael English e Nigel Waymouth, noti come Hapshash and the Coloured Coat, ideavano poster in stile psichedelico per pubblicizzare gli eventi. Waymouth affermò: "Cercavamo di dare un'idea visiva delle esperienze che si facevano lì, che erano come allucinazioni". Siccome non era raro che gli spettatori assumessero LSD prima di assistere agli spettacoli, era stata approntata anche una saletta per chi eventualmente si sentisse male. A un certo punto Hopkins venne arrestato per possesso di cannabis e condannato a otto mesi di reclusione, ma il locale rimase aperto e continuò gli spettacoli sotto la guida di Boyd.

### La chiusura

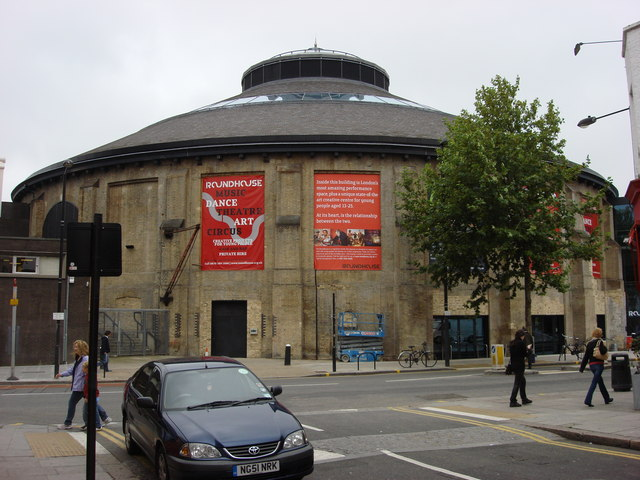
La Roundhouse nel 2007

Nel giugno 1967 Mick Jagger e Keith Richards dei Rolling Stones, vennero arrestati per possesso di stupefacenti e condannati ad alcuni mesi di reclusione (pena poi commutata in una multa). Il giornale News of the World collaborò con la polizia per incastrare i due, così gestori e frequentatori dell'UFO Club si riunirono la notte del 30 giugno presso la sede del giornale, a quell'ora chiusa, e lì inscenarono una protesta. Come ritorsione, il News of the World pubblicò il 30 luglio 1967 un articolo fortemente critico sul locale, descritto come un luogo di perdizione, amore libero e droghe. In particolare, veniva mostrata la foto sgranata e sfocata di una ragazza a seno nudo, affermando che tale ragazza aveva quindici anni e che la foto era stata scattata all'UFO Club. Queste accuse attirarono l'attenzione della polizia, che minacciando controlli indusse il proprietario della sala a dare lo sfratto a Boyd.
Senza più una sede per gli spettacoli, a partire dall'agosto 1967 Boyd cercò un altro luogo dove continuare le esibizioni. Brian Epstein, manager dei Beatles, diede la disponibilità di una sala (la Champagne Lounge) all'interno del suo Saville Theatre. Boyd tuttavia preferì la più ampia Roundhouse. Si trattava di un vecchio fabbricato, usato in passato come deposito di locomotive e poi di gin, che solo da pochi mesi era stato riutilizzato come sala per spettacoli dopo essere rimasto in disuso per oltre dieci anni. Gli spettacoli quindi ricominciarono all'inizio di agosto 1967, ma la nuova sede aveva costi troppo onerosi, sicché dopo appena due mesi il locale chiuse per fallimento.
Quanto al Blarney Club di Tottenham Court Road, terminata l'esperienza dell'UFO il locale rimase aperto ancora per alcuni anni. Tuttavia, nell'agosto 1976, l'edificio di cui il club era parte (il Gala Berkeley Cinema) venne chiuso, per poi essere abbattuto e completamente ricostruito. Riaprì nel luglio 1981 come cinema multisala, col nome di Odeon Tottenham Court Road, e del Blarney Club non c'è più traccia.

## Elenco degli spettacoli
Elenco degli spettacoli dell'UFO Club, sia nella sede principale che alla Roundhouse:

### Blarney Club
- 23/30 dicembre 1966 (UFO presents Night Tripper):[7] film di Andy Warhol; Soft Machine; Pink Floyd Sound;[23] film di Kenneth Anger; riscaldamento;[Nota 2][24] IT god
- 13 gennaio 1967:[7] Pink Floyd;[23] film con Marilyn Monroe; Giant Sun Trolley; luce stroboscopica a colori; immagini di Fiveacre; Karate
- 20 gennaio:[7] Giant Sun Trolley; Marmalade; Pink Floyd;[23] film di Kenneth Anger
- 27 gennaio:[7] AMM; Pink Floyd;[23] Luci di Five Acre; Flight of the Aerogenius Capitolo 1;[Nota 3][25] International Times; Concorso femminile di bellezza dell'International Times
- 3 febbraio: Soft Machine; la poesia di Arthur Brown; Flight of the Aerogenius Capitolo 2; filmati di Bruce Conner
- 10 febbraio:[26] Bonzo Dog Doo-Dah Band; Ginger Johnson African Drums; filmati – Dalí – Buñuel, film con W.C. Fields[27]
- 17 febbraio:[26] Soft Machine; Musica indiana; Cartoni animati Disney; proiezioni di Mark Boyle; lungometraggio; Flight of the Aerogenius Capitoli 3 e 4
- 24 febbraio:[7] Pink Floyd; Brothers Grimm; film di Kenneth Anger
- 3 marzo:[7] Soft Machine; Pink Floyd[28]
- 10 marzo:[7] Pink Floyd[8][28]
- 17 marzo: chiusura per la festa di san Patrizio
- 24 marzo: Soft Machine
- 31 marzo: The Crazy World of Arthur Brown; Pink Alberts, comici surrealisti;[29] Gara "trova lo sbirro"[Nota 4][16][30]
- 7 aprile: Soft Machine
- 14 aprile: Arthur Brown; Social Deviants; Speciale: lo sbirro
- 21 aprile:[7] Pink Floyd[31]
- 28 aprile: Tomorrow; The Purple Gang
- (29/30 aprile: The 14 Hour Technicolor Dream all'Alexandra Palace)
- 5 maggio: Soft Machine; Arthur Brown
- 12 maggio: The Graham Bond Organisation; Procol Harum
- 19 maggio: Tomorrow; Arthur Brown; breve commedia teatrale di The People Show[13]
- 26 maggio: The Move, The Knack
- 2 giugno:[7][32] Pink Floyd;[31] Soft Machine; compagnia di danza The Tales of Ollin; Hydrogen Jukebox (ex Giant Sun Trolley)
- 9 giugno:[7] Pink Floyd; Procol Harum; The Smoke
- 10 giugno: Pink Floyd[31]
- 16 giugno:[6] The Crazy World of Arthur Brown; Soft Machine; The People Blues Band (ore 4:30); prossima uscita di IT; Speciale: lo sbirro
- 23 giugno: Liverpool Love Festival; The Trip[Nota 5]
- 30 giugno: Tomorrow; The Knack; Dead Sea Fruit
- 7 luglio: Denny Laine; The Pretty Things
- 14 luglio: Arthur Brown; Alexis Korner e Victor Brox
- 21 luglio: Tomorrow; Bonzo Dog Doo-Dah Band
- 28 luglio (CIA contro UFO):[7][19][33] Pink Floyd; Fairport Convention; Shiva's Children

### Roundhouse
- 4 agosto: Eric Burdon & The New Animals; Family; Hydrogen Jukebox
- 11 agosto: Tomorrow
- 18 agosto: Arthur Brown; The Incredible String Band
- 1º settembre (UFO Festival):[6][7][19] Pink Floyd;[34] Tomorrow; Arthur Brown; Fairport Convention; The Knack
- 2 settembre (UFO Festival):[6][7][19] Pink Floyd;[34] Soft Machine; The Move; Fairport Convention; Denny Laine; The Knack
- 8 settembre: Eric Burdon & The New Animals; Aynsley Dunbar
- 15 settembre: Soft Machine; Family
- 22 settembre: Dantalian's Chariot con Zoot Money & His Light Show; The Social Deviants; compagnia di danza The Exploding Galaxy di David Medalla[13]
- 29 settembre: Jeff Beck; Ten Years After; Mark Boyle's New Sensual Laboratory; Contessa Veronica

### Esplicative
1. ↑  Esempio di manifesto dell'UFO Club: serata CIA contro UFO, 28 luglio 1967.
2. ↑  Il riferimento alla presenza del riscaldamento ("heating - warm") alludeva probabilmente al fatto che quando, due mesi prima, si era tenuta alla Roundhouse la festa di lancio della rivista IT, l'ambiente non era riscaldato.
3. ↑  Flight of the Aerogenius era una rappresentazione drammatica dell'autore David Zane Mairowitz, con scene di nudo e luci della Five Acre di Jack Bracelin.
4. ↑  Capitava di frequente che alcuni poliziotti si presentassero al locale in borghese, pagando il biglietto, per controllare che tutto fosse in ordine. Per questo motivo era stata ideata una gara per scoprire se tra gli avventori del locale ci fossero poliziotti ("spot the fuzz contest").
5. ↑  Si trattava probabilmente del gruppo anglo-italiano denominato appunto The Trip, ai tempi domiciliato a Londra.

### Bibliografiche
1. ↑  Schaffner, pp. 52, 57-59.
2. 1 2 3   I luoghi - UFO Club, su pink-floyd.it. URL consultato il 27 dicembre 2019.
3. 1 2 3  Schaffner, pp. 57-59.
4. 1 2  Boyd, pp. 147-149.
5. 1 2  Mason, p. 48.
6. 1 2 3 4   L'UFO Club – Pink Floyd e Soft Machine, su saluzzishrc.com. URL consultato il 28 dicembre 2019.
7. 1 2 3 4 5 6 7 8 9 10 11 12 13 14  The Lunatics, p. 11.
8. 1 2   Pink Floyd psichedelici all'UFO Club di Londra, su lifegate.it. URL consultato il 1º dicembre 2019.
9. ↑  Schaffner, pp. 59-62.
10. ↑  Watkinson e Anderson, p. 44.
11. 1 2  Szatmary, p. 166.
12. ↑   Ufo Club, il tempio dell'underground londinese, su dailygreen.it. URL consultato il 1º dicembre 2019.
13. 1 2 3  Boyd, p. 149.
14. ↑  Schaffner, p. 58.
15. ↑  Boyd, p. 158.
16. 1 2 3  Boyd, pp. 14-16, 162-165.
17. 1 2  Schaffner, pp. 53, 86-88.
18. ↑  Mason, pp. 84-85.
19. 1 2 3 4  (EN) Glenn Povey, Echoes: The Complete History of Pink Floyd, su books.google.com, Mind Head Publishing, 2007. URL consultato il 1º dicembre 2019.
20. ↑  Watkinson e Anderson, p. 41.
21. ↑   Gala Berkeley Cinema, su cinematreasures.org. URL consultato il 27 dicembre 2019.
22. ↑  Boyd, pp. 158-160.
23. 1 2 3 4  Jones, p. 27.
24. ↑   UFO Nite Tripper, su beatbooks.com. URL consultato il 26 dicembre 2019 (archiviato dall'url originale il 13 agosto 2020).
25. ↑  (EN) Julian Palacios, Syd Barrett & Pink Floyd: Dark Globe, su books.google.it. URL consultato il 24 dicembre 2019.
26. 1 2  (EN) Archivio dell'International Times, 13 febbraio 1967, su internationaltimes.it. URL consultato il 1º dicembre 2019.
27. ↑  (EN) Danny Goldberg, In Search of the Lost Chord: 1967 and the Hippie Idea, su books.google.it. URL consultato il 27 dicembre 2019.
28. 1 2  Jones, p. 28.
29. ↑  Boyd, p. 151.
30. ↑  (EN) Julian Palacios, Syd Barrett & Pink Floyd: Dark Globe, su books.google.it. URL consultato il 24 dicembre 2019.
31. 1 2 3  Jones, p. 29.
32. ↑  (EN) Julian Palacios, Syd Barrett & Pink Floyd: Dark Globe, su books.google.it. URL consultato il 26 dicembre 2019.
33. ↑  (EN) CIA v UFO, su collections.vam.ac.uk. URL consultato il 27 dicembre 2019.
34. 1 2  Jones, p. 30.